# Силка, Майкл
Майкл А́лан Си́лка (англ. Michael Alan Silka; 20 августа 1958, Хоффман-Эстейтс, Иллинойс, США — 19 мая 1984, Мэнли-Хот-Спрингс, Аляска, США) — американский серийный убийца, совершивший весной 1984 года серию из 9 убийств в местности Мэнли-Хот-Спрингс, штат Аляска. Мотивы совершения преступлений так и не были установлены.

## Биография
Майкл Силка родился 20 августа 1958 года в городе Хоффман-Эстейтс, штат Иллинойс. Вырос в социально-благополучной обстановке. Силка посещал Старшую школу Хоффман-Эстейтс, которую окончил в 1976 году. В школьные годы Майкл не был популярен в школе, но был известен своей эпатажной внешностью и своими эксцентричными выходками. В старших классах Силка стал демонстрировать признаки дромомании. Так, незадолго до окончания школы, Майкл вместе со своим братом Стивеном внезапно покинули дом, пределы штата Иллинойс и сумели пересечь государственную границу с Канадой с целью затеряться на просторах соседнего государства, при этом не испытывая давления и каких-либо негативных обстоятельств. Однако через несколько дней братья были вынуждены вернуться вследствие материальных трудностей.
После получения школьного аттестата Майкл по совету своего близкого друга, Фурмана Хурста, завербовался в армию США. Он был зачислен в сухопутные войска. Будущий серийный убийца проходил службу на военной базе Форт Уэйнрайт, расположенной недалеко от города Фэрбанкс в штате Аляска. Силка прошёл обучение по военно-учётным специальностям: стрелок и гранатомётчик. Во время службы Силка, имевший склонность к дромомании, неоднократно самовольно оставлял территорию воинской части без соответствующего разрешения, в связи с чем подвергался дисциплинарным взысканиям.
В 1981 году Майкл уволился из рядов армии США и вернулся обратно в Хоффман-Эстейтс к родителям. В течение последующих нескольких лет Силка работал в сфере строительства, сменив несколько профессий и мест работы. В этот период Майкл впал в состояние тяжёлого внутриличностного конфликта. Его действия приобрели хаотичность и признаки неорганизованности.

### Ранняя преступная деятельность
С ранних лет Силка проявлял интерес к огнестрельному оружию и впоследствии стал фанатом военной атрибутики, в связи с чем стал проявлять девиантное поведение и совершать правонарушения. Так в 1975 году Майкл вместе с другом были задержаны при попытке украсть снаряжение и оружие для кемпинга в магазине спортивных товаров в городе Дес-Плейнс. За это преступление Силка был приговорён к 30-дневному заключению. В феврале 1977 года Силка был арестован за появление в общественном месте с оружием в руках, однако он избежал уголовной ответственности и ограничился административным штрафом. В конце того же года его снова арестовали за те же правонарушения, за которые он заплатил штраф в размере 100 долларов США.
В ноябре 1982 года Силка был остановлен за незначительное нарушение правил дорожного движения. В ходе осмотра салона его автомобиля было найдено два пистолета и два ножа. Ему было предъявлено обвинение в незаконном хранении оружия, после чего он был осуждён и провёл несколько месяцев в тюрьме округа Кук. 21 июля 1983 года Силка был вновь арестован за аналогичное правонарушение. Майкл был отпущен под залог и оставался на свободе во время предварительного расследования, которое завершилось осенью 1983 года. Силка должен был явиться в суд 26 октября, но он покинул пределы штата и сбежал, после чего был объявлен в розыск. В начале 1984 года Майкл в последний раз вышел на связь с членами семьи, которые впоследствии заявили полиции, что он находится на территории штата Аляска.

## Серия убийств
Впервые под подозрение в совершении убийства Майкл Силка попал 29 апреля 1984 года в пригороде Фэрбанкса после того, как в полицию заявили об исчезновении 34-летнего Роджера Калпа. Нашлись свидетели, которые видели, как вечером 28 апреля Калп посещал дом, который арендовал Силка, в котором поздно вечером прозвучали выстрелы. К тому времени Майкл Силка вёл отшельнический образ жизни и занимался охотой. 29 апреля Силка был допрошен и его жилище было подвергнуто осмотру, в ходе которого были обнаружены пятна крови и шкура лося. Никаких улик, изобличающих подозреваемого в совершении преступления, найдено не было и ордер на арест Майкла выписан не был.
Найденные частицы запекшейся крови были взяты на анализ. В ходе судебно-медицинской экспертизы было установлено их человеческое происхождение, на основании чего 16 мая 1984 года был выписан ордер на арест Майкла Силки по подозрению в убийстве Калпа, но к тому времени подозреваемый уже покинул Фэрбанкс и сумел скрыться. В начале мая 1984 года Майкл Силка появился в местности Мэнли-Хот-Спрингс, население которой составляло всего около 70 человек, где в середине мая Силка убил 7 человек, включая беременную девушку, 2-летнего ребенка и инвалида войны во Вьетнаме, после чего утопил их тела в водах реки Танана.
18 мая родственники жертв заявили в полицию об их исчезновении. По словам местных жителей и родственников жертв, Майкл, который проживал в палатке на берегу реки и много времени проводил, плавая на каноэ по местным рекам — был последним, с кем коммуникатировали пропавшие без вести. Получив описание внешности и приметы подозреваемого, полицией была организована поисковая операция с участием полицейских и привлечением вертолетов.

## Смерть
Вечером 19 мая 1984 года преступник был обнаружен в лодке на одном из притоков реки Зитциана. При попытке задержания Силка оказал яростное сопротивление, в ходе которого застрелил 34-летнего Троя Данкана, воздушного стрелка одного из вертолетов и ранил его напарника. В конечном итоге, в ходе перестрелки, Силка получил пять огнестрельных ранений, от которых почти мгновенно скончался. Тела четверых из семи убитых жертв впоследствии были обнаружены в июне 1984 года. В ходе дальнейшего расследования мотивы совершения убийств так и не были установлены.